# Augusto Sandino
Augusto César Sandino (ur. 18 maja 1895 w Niquinohomo w środkowej Nikaragui, zm. 21 lutego 1934) – nikaraguański działacz polityczny, rewolucyjny i wolnomularz. W latach 1927–1932 kierował powstaniem przeciwko interwencji wojskowej USA, w 1934 został zabity przez Gwardię Narodową. Współcześnie uważany przez rodaków za bohatera narodowego. Nazywany „Pancho Villą Nikaragui”.

## Życiorys

### Młodość

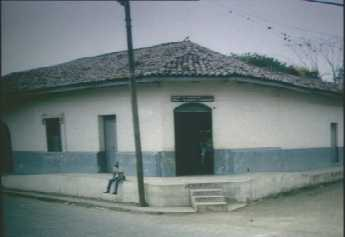
Dom w którym wychował się Sandino – fotografia z maja 1988

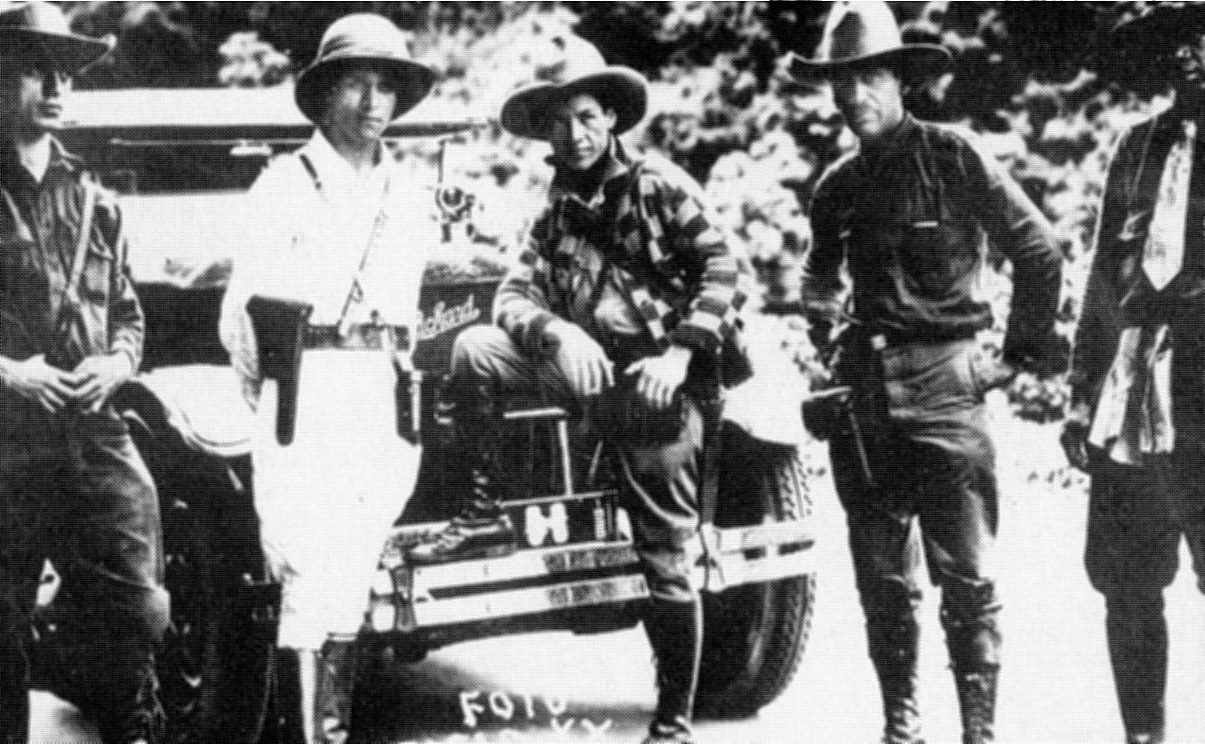
Sandino (w środku) w drodze do Meksyku

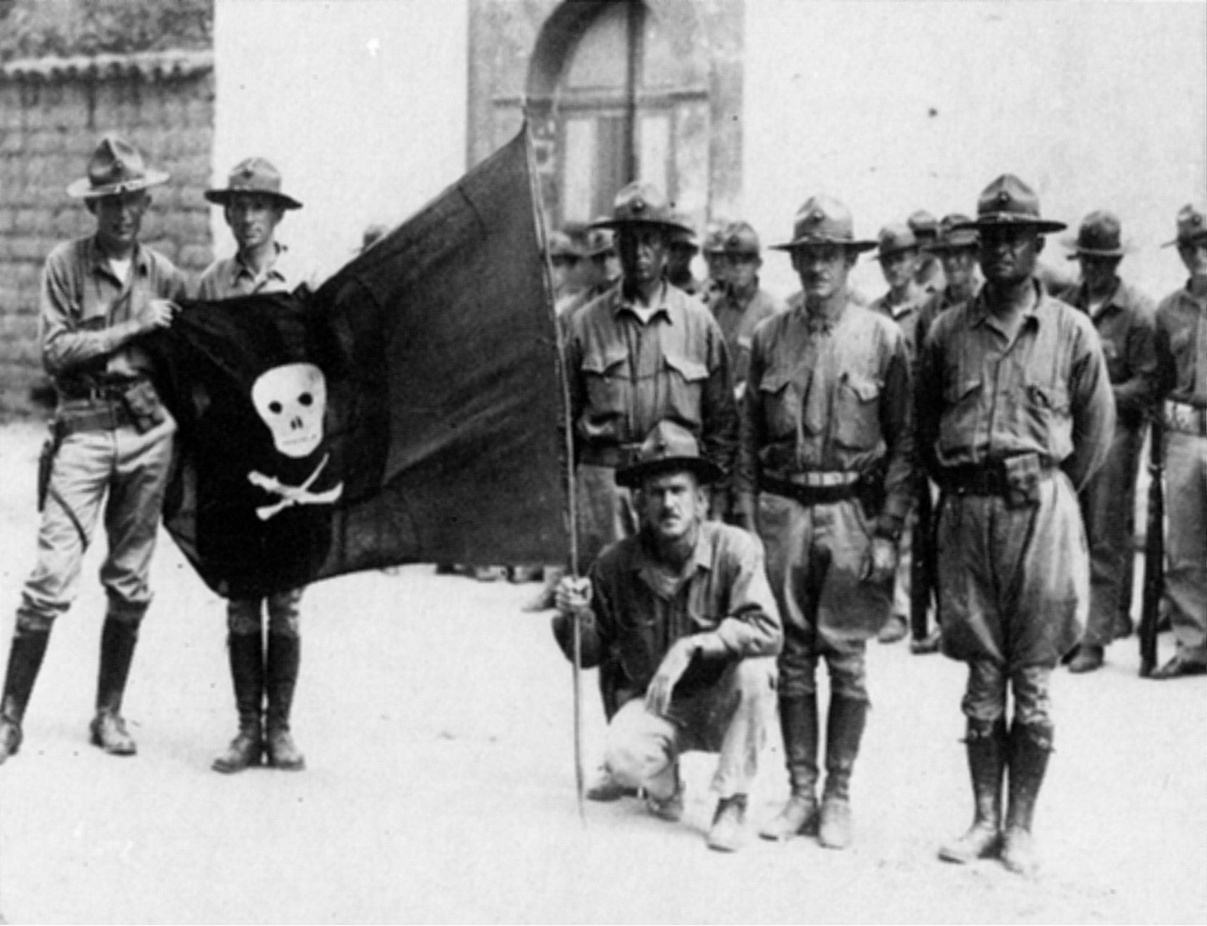
Żołnierze amerykańscy ze sztandarem sandinistowskich powstańców – rok 1932

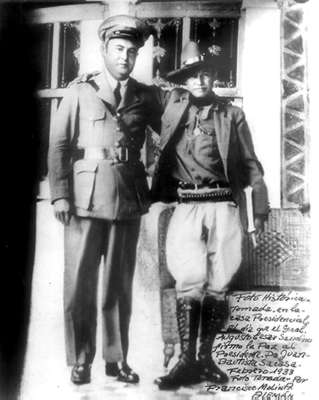
Anastasio Somoza Garcia i Augusto Sandino w lutym 1933

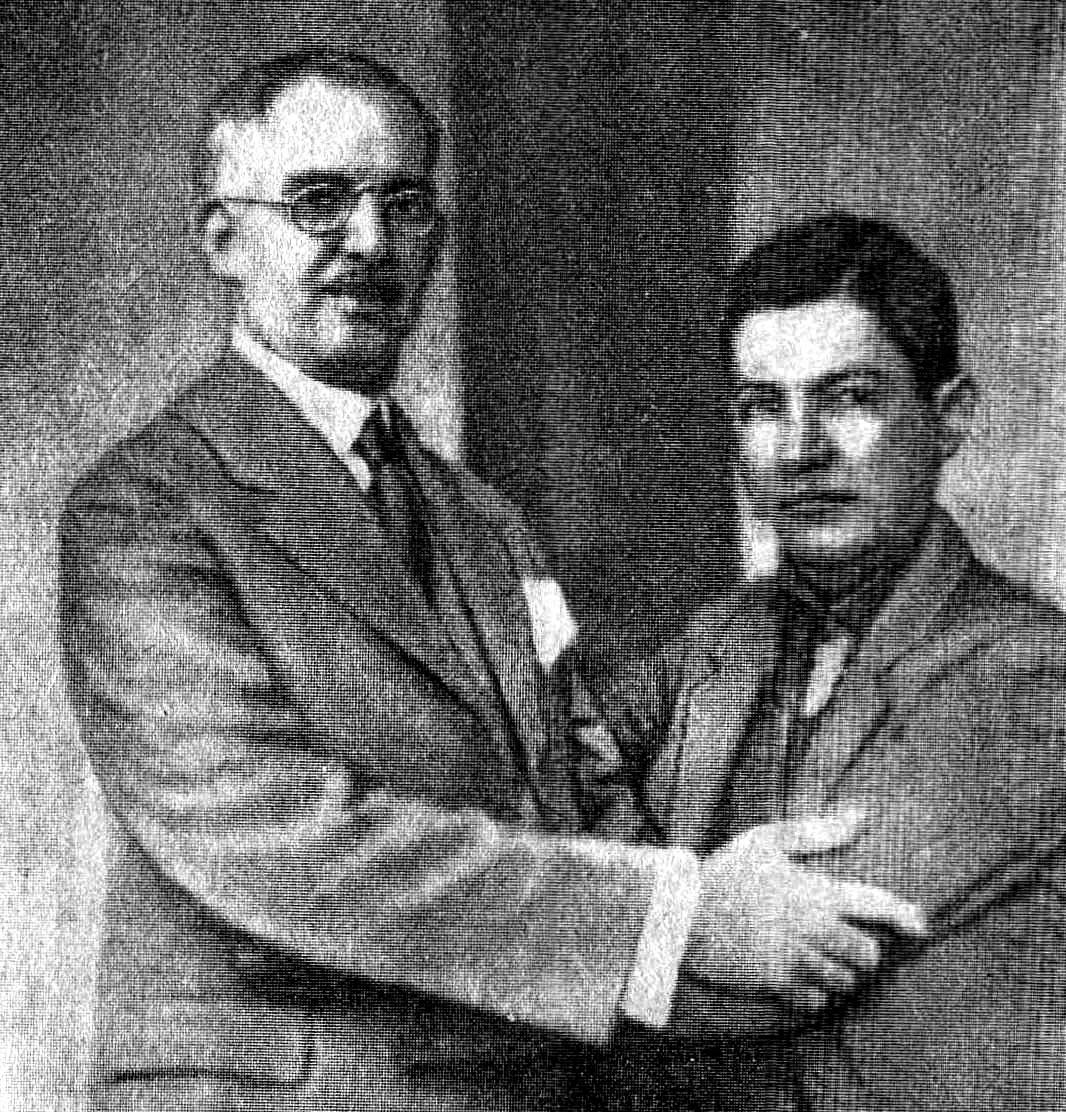
Juan Bautista Sacasa i Augusto Sandino w lutym 1934

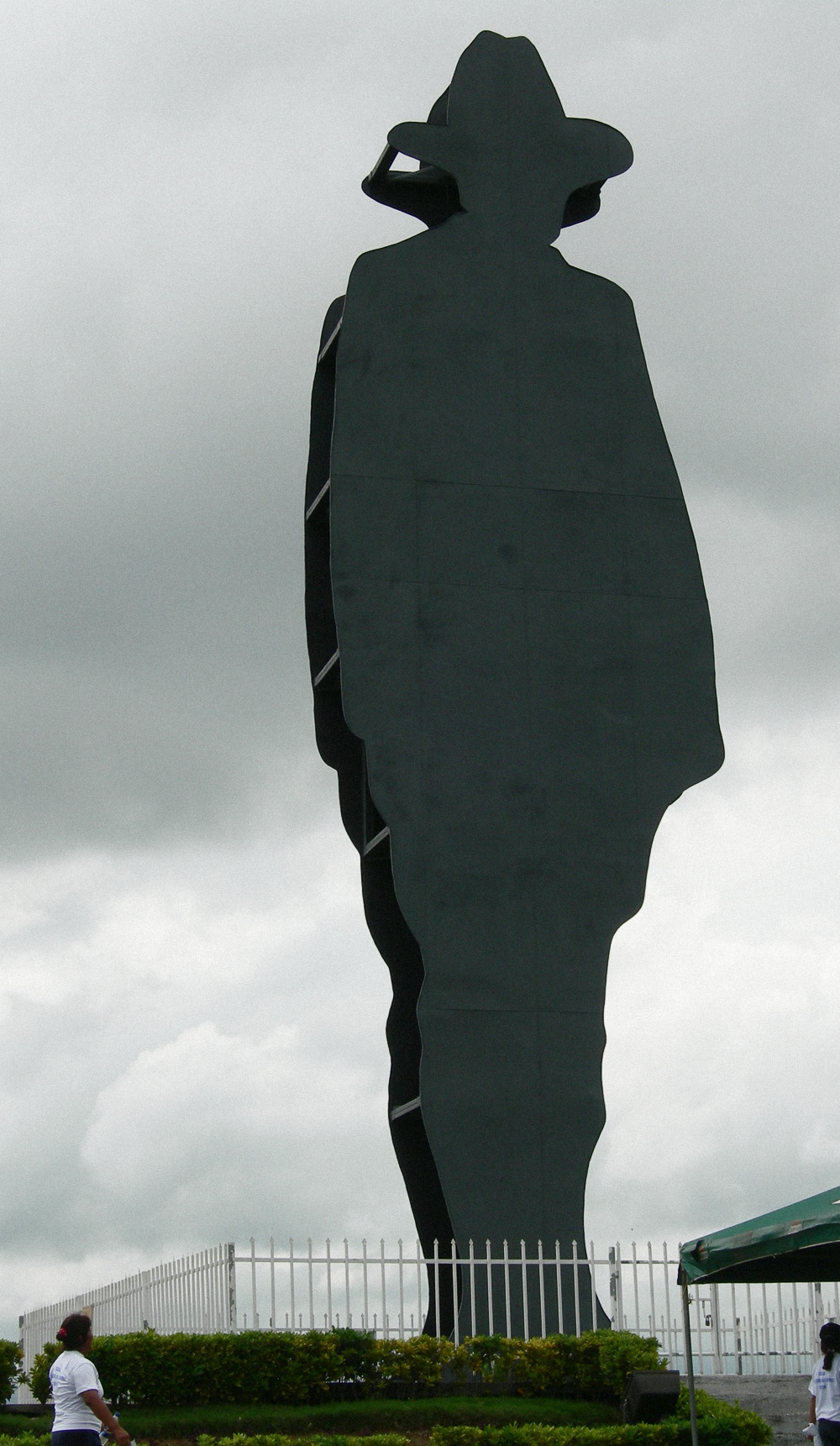
Posąg wykonany na cześć Sandino w Nikaragui

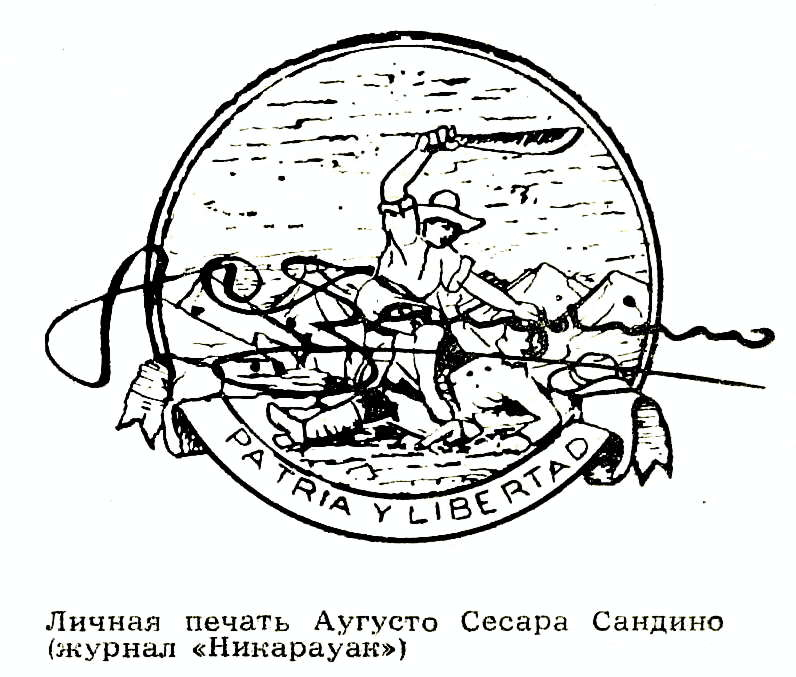
Pieczęć z wizerunkiem Augusto Sandino wykonana przed 1934

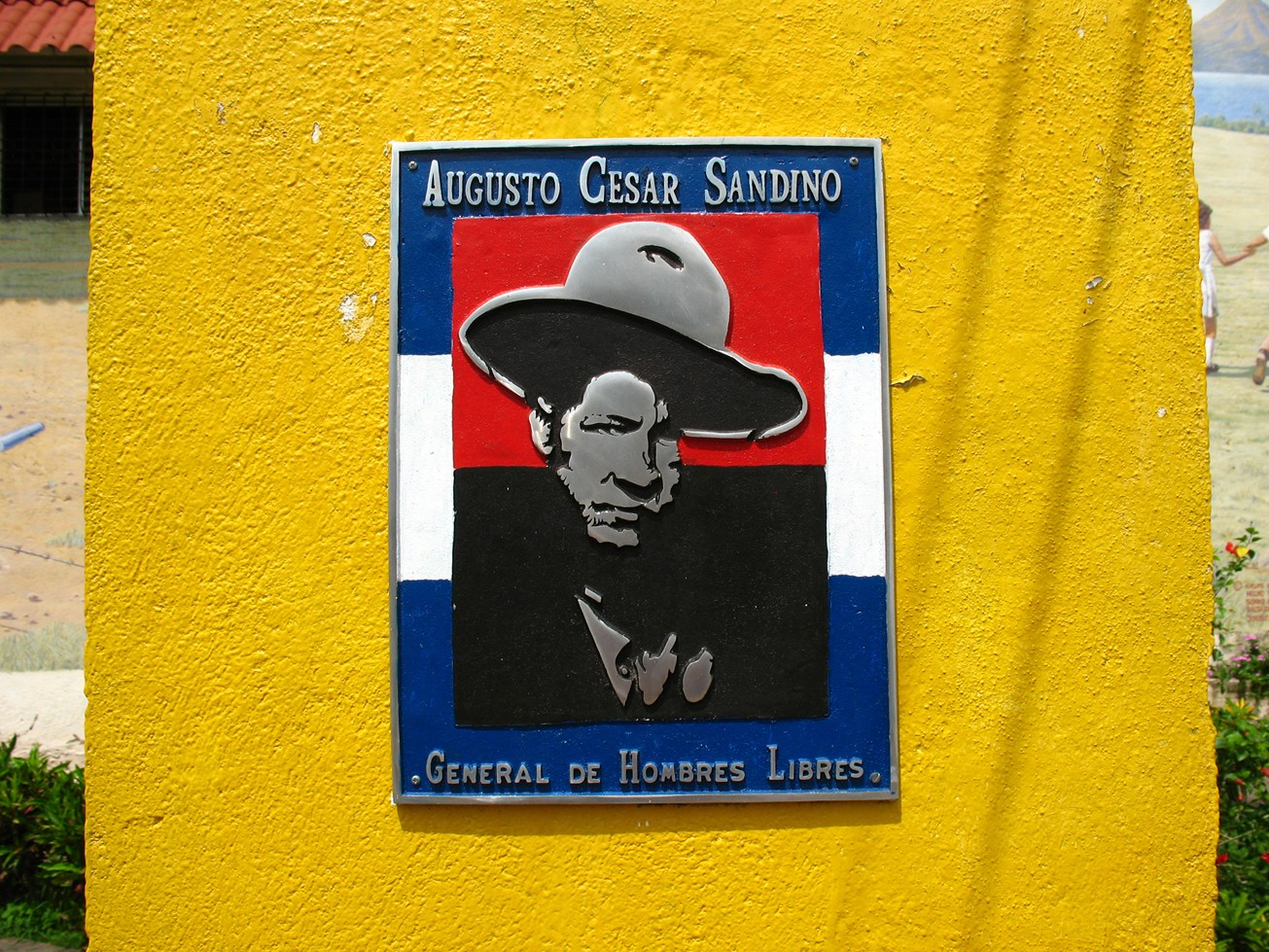
Wizerunek Sandino w Mausoleo de los Heroes y Mártires w León

Syn zubożałego właściciela ziemskiego i pokojówki. Dzieciństwo spędził w trakcie interwencji wojsk amerykańskich. Amerykanie ingerowali w sprawy Nikaragui z powodu toczących się w kraju konfliktów politycznych. Sam wziął udział w pogrzebie Benjamina Zeledona, który 23 września 1912 objął w ramach rebelii urząd prezydenta Nikaragui do czasu swej śmierci 4 października tego roku w walce z Amerykanami. Zyskał on sławę bohatera. We wczesnych latach młodzieńczych Sandino pomagał ojcu w prowadzeniu gospodarstwa. W 1920 wyjechał do Hondurasu, a następnie do Gwatemali, potem kilka lat przebywał w Meksyku, gdzie zatrudnił się w mieście Tampico w zawodzie mechanika pewnej kompanii naftowej oraz miał styczność z ruchem związkowym o charakterze lewicowym. W maju 1926 na krótko zjawił się ponownie w rodzinnej miejscowości którą szybko opuścił i ruszył w dalsze poszukiwanie pracy.
W 1926 przybył do kopalni złota prowadzonej przez Amerykanina w San Albino na pograniczu Nikaragui i Hondurasu. Pracował tam 15 godzin na dobę w ciężkich warunkach. Pracownicy kopalni zmagali się z brakiem żywności, opieki lekarskiej, odpowiednich warunków mieszkaniowych oraz poszanowania praw człowieka przez nadzorców. Sandino organizował potajemne zebrania górników w których przekonywał, że wina za ich trudne położenie ma bardziej dalekosiężne źródło w postaci imperializmu powodującego brak faktycznego wpływu Nikaraguańczyków na sprawy państwowe w których dominowały amerykańskie przedsiębiorstwa. Wkrótce utworzył liczące 30 osób oddziały górników zdecydowanych do walki rewolucyjnej. Dysponując hondurańską bronią palną i granatami zrobionymi własnoręcznie przeprowadził akcję wysadzenia w powietrze kopalni w San Albino. Po ataku przeniósł się wraz ze swym oddziałem w góry. W listopadzie 1926 roku rozpoczęli oni walkę z 200 żołnierzami konserwatywnego prezydenta Emiliano Chamorro Vargasa. Oddział partyzantów nie poniósł w walce większych strat. Po krótkiej wymianie strzałów bitwa zakończyła się odwrotem wojska. Potyczka zapisała się w historii pod nazwą bitwy pod El Jicaro. Starcie zwiększyło morale zbrojnego ugrupowania Sandino i umownie rozpoczęło 6-letnią wojnę domową.

### Jako lider partyzantki

#### Wojna przeciwko konserwatystom
Po bitwie pod El Jicaro Sandino dowiedział się o statku z 700 tonami broni i amunicji. Przypłynął on do Puerto Cabezas w celu wsparcia liberalnych powstańców walczących z armią amerykańską. Sandiniści skonstruowali wówczas prymitywne czółna indiańskie na których przeprawili się do portu. Młody rewolucjonista stracił szansę na dozbrojenie swych oddziałów z powodu nieufności nie znających go liberałów. 24 grudnia 1926 wojska USA ogłosiły Puerto Cabezas strefą neutralną nakazując armii liberałów odwrót. Liberałowie zgodzili się na odwrót i ewakuowali się, zostawiając przy tym część uzbrojenia. Sandino zgromadził z porzuconego arsenału 40 karabinów i 7000 sztuk amunicji, po czym powrócił do górskiej siedziby w Las Segovias. Do wojska rebeliantów dołączyło kilkuset ochotników.
Sandiniści przeprowadzili nieoczekiwane szturmy na posterunki policji dzięki czemu zdobywali broń. Rebelianci przestrzegali zasad humanitaryzmu i oszczędzali życie pobitym żołnierzom oferując im wstąpienie w szeregi partyzantki. Sandiniści wprowadzili w swojej armii żelazną dyscyplinę – rabunki karane były karą śmierci przez rozstrzelanie. Na stanowisku prezydenta Emiliano Chamorro został w tym czasie zastąpiony przez kontynuatora jego linii politycznej, którym był Adolfo Díaz. Díazowi w walce z liberałami udało się zyskać wsparcie militarne wojsk USA. Armia USA zajęła główny port Nikaragui nad Pacyfikiem – Corinto – do którego przypłynęło 5000 żołnierzy piechoty morskiej. Díaz wykorzystał pożyczkę udzieloną przez banki w USA na masowe uzbrojenie żołnierzy. Interwencja USA doprowadziła do szeregu klęsk liberałów. Sandino wraz ze swoją 800 osobową armią wsparł siły liberalne. Armia partyzancka przeniosła się z północy kraju do centrum gdzie przeprowadziła kontrofensywę. Liberałowie z pomocą sandinistów zajęli szereg miast a armia konserwatywnego rządu zmuszona została do odwrotu (tracąc przy tym znaczną ilość wyposażenia). Sandiniści uratowali przed wojskami konserwatystów jednego z przywódców liberalnego powstania – generała Jose Maríi Moncade – który mimo to nie chciał w dalszym ciągu współpracować z Sandino.
4 maja 1927 w Titipapie odbyła konferencja pokojowa. Moncada przysiągł złożyć broń w zamian za zapewnienie sobie stanowiska prezydenta po zakończeniu kadencji Adolfo Díaza. Przywódcy konserwatystów i liberałów zawarli umowę która podzieliła między nimi władzę oraz miała podtrzymywać uzależnienie polityczno-gospodarcze od Stanów Zjednoczonych. Augusto Sandino pozornie poparł ten projekt chociaż nie podpisał się pod nim jako jedyny. Przy pomocy narzeczonej, Blanci Arauz oznajmił telegraficznie chęć prowadzenia dalszej walki. Po ogłoszeniu rebelii ożenił się z Blancą i powrócił w góry Las Segovias.

#### Kontynuowanie walki z Amerykanami
W połowie lipca 1927 otrzymał ultimatum od dowódcy sił amerykańskich w Ocotal kapitana Hartfielda. Amerykanie zażądali od sandinistów złożenia broni. Dzień po otrzymaniu ultimatum Sandino przeprowadził ofensywę która po kilkunastu godzinach bojów zakończyła się klęską rebeliantów. 300 powstańców zginęło w wyniku amerykańskiego bombardowania. Dalsze porażki nie zachwiały prestiżu Sandino który zyskał międzynarodowe poparcie. Francuski literacki noblista Romain Rolland publicznie solidaryzował się z Sandino, peruwiański przywódca społeczny Víctor Raúl Haya de la Torre zaproponował mu wsparcie, zaś chilijska poetka Gabriela Mistral, gwatemalski pisarz Miguel Angel Asturias i pierwszy w historii Argentyny socjalistyczny parlamentariusz Alfredo Palacios poparli jego antyamerykańską kampanię. W stolicy Chin wojska partii Kuomintang umieszczały w mieście wizerunki nikaraguańskiego wodza rewolucji. Sława Sandino obejmowała zasięgiem również całą Nikaraguę, docierając nawet do odosobnionych indiańskich wiosek.
Losy kampanii rebelianckiej pozostały nierozstrzygnięte. Dowództwo U.S. Marine Corps do 1932 stoczyło – wedle swoich obliczeń – 510 bitew i niewielkich starć w trakcie których Nikaragua stała się pierwszym w historii obszarem gdzie użyto zmasowanego ataku lotnictwa wojskowego. Bombardowania były wymierzone zarówno w partyzantów, jak i cywilnych mieszkańców osad prosandinistowskich (partyzancka Armia Obrony Suwerenności Narodowej składała się głównie z drobnych chłopów). Oprócz nich znajdowali się w szeregach rewolucyjnych żołnierzy rozmaici cudzoziemcy tacy jak Farabundo Marti (salwadorski przywódca komunistyczny, sekretarz i adiutant Sandino), Kolumbijczyk Ruben Ardila (następca Martiego na stanowiskach sekretarza i adiutanta Sandino), Gwatemalczyk Manuel Giron (szef sztabu) czy dominikański czarnoskóry Gregorio Urbano Gilbert (wybitny oficer sandinistów). Największą grupę obcokrajowców wśród wojsk rewolucyjnych stanowili wówczas Honduranie, wśród których znalazł się generał pochodzenia indiańskiego – Ulmanzor.
Taktyka Sandino polegała na dzieleniu żołnierzy na kolumny złożone z minimum 50 a maksimum kilkuset żołnierzy. Oddziały cieszyły się wielką niezależnością i swobodą w prowadzeniu operacji wojennych. Uzbrojenie było zdobywane poprzez zabieranie broni przeciwnikowi, powstańcy sami produkowali granaty ręczne. Elementarną broń partyzantów stanowiły maczety. Pieniądze na prowadzenie walk zdobywano z inicjowanych z zagranicy zrzutek finansowych oraz z kontrybucji obciążających właścicieli wielkich obszarów ziemskich (którzy w przypadku stawiania oporu tracili swe mienie na rzecz powstańców przekazujących jego część miejscowej ludności). Na rok 1932 przypadł szczyt działań partyzanckich. Sandino zdołał zająć wiele miast i ustanowić w nich nowe miejscowe władze, zaś dowodzona przez generała Ulmanzora kolumna znajdowała się już pod Managuą.

#### Starcie z Somozą
Znaczące sukcesy militarne doprowadziły do zwycięstwa Sandino: armia amerykańska 2 stycznia 1933 wycofała z Nikaragui ostatnich żołnierzy. Sandino posiadał już wówczas pod kontrolą dużą część Nikaragui i armię składającą się z 3000 w pełni wyszkolonych i odpowiednio uzbrojonych żołnierzy. W 1933 dowódcą Gwardii Narodowej – armii stworzonej pod kontrolą Amerykanów podczas pertraktacji między liberałami a konserwatystami – został liberalny polityk i generał Anastasio Somoza García. Planował on wyeliminowanie ze sceny politycznej zarówno nowego prezydenta Nikaragui – Juana Bautistę Sacasę – jak i samego Sandino.
Sacasa dążył do pokojowego zakończenia konfliktu z Sandino, Somoza z kolei usiłował przekonać go wszelkimi sposobami do rozwiązania siłowego. Sandino zgodził się na zawarcie pokoju z Sacasą który natychmiast przysłał po niego samolot. W Managui zawarli pakt o całkowitym amnestionowaniu sandinistów w zamian za przekazanie Gwardii Narodowej całego uzbrojenia. Sandino miał dodatkowo zachować kontrolę nad małym obszarem nad rzeką Coco na północy państwa oraz utrzymywać stu objętych traktatem pokojowym żołnierzy. Sandino nie dotrzymał jednak słowa i dostarczył broń oraz amunicję zdolną do wyposażenia nie 3000, lecz 50 osób. Sacasa postanowił jednak przymknąć oko na sprzeczne z traktem działania Sandino. Somoza wbrew zaleceniom prezydenta rozpoczął na szeroką skalę działalność inwigilacyjną obejmującą ludzi w jakikolwiek sposób powiązanych z Sandino. Sandino telegramował do Sacasy o występkach Gwardii i samego Somozy, ostrzegając prezydenta, iż generał może w niedługim czasie dokonać przewrotu.
We wrześniu 1933 miały miejsce w Managui ataki bombowe. Somoza w ramach stanu wyjątkowego przeprowadzał masowe aresztowania oskarżając publicznie Sandino o próbę przygotowania zamachu stanu. Somoza usiłował podeprzeć swe twierdzenia prezentując odnalezione przez jego żołnierzy zapasy broni i amunicji mające stanowić nieoddane w ramach traktatu pokojowego uzbrojenie sandinistów. Sandino na zarzuty Somozy odpowiedział atakiem na Gwardię Narodową jakoby nie była ona zgodna z konstytucją oraz wypomniał, że organizację utworzyły Stany Zjednoczone. Juan Bautista Sacasa dążył do zakończeniu konfliktu sandinistowsko-somozistowskiego. Pozyskał sobie Sandino oddając podległemu rewolucjonistom generałowi Hope Portocarrero kontrolę polityczno-militarną nad północnonikaraguańskimi obszarami. Somoza przeciągnął wówczas na swą stronę amerykańskiego ambasadora w Nikaragui – Arthura Blissa Lane’a, po czym na naradzie złożonej z 15 oficerów Gwardii Narodowej sprezentował im wiadomość od rządu Stanów Zjednoczonych zalecającego uśmiercenie Augusto Sandino. 21 lutego 1934 na obiedzie zorganizowanym przez Sacasę doszło do porwania i egzekucji Sandino i dwóch pozostałych liderów sandinistów.
Anastasio Somoza Garcia po zamordowaniu Augusto Sandino wydał rozkaz zniszczenia obozu sandinistów na północy kraju i wybicie jego mieszkańców. Tylko kilku z nich ocaliło życie z pogromu dokonanego przez Gwardię Narodową. Początkowo Sacasa obiecał schwytanie zabójców Sandino, lecz z czasem Somoza publicznie przyznał się do zamordowania rewolucjonisty. Somoza uzasadnił swój czyn działaniem w najlepszym interesie Nikaragui. W 1936 obalił on Sacasę i rozpoczął ponad 40-letnie rządy dyktatorskie własnej rodziny. W latach 60. na cześć zamordowanego rewolucjonisty przyjęła nazwę późniejsza nikaraguańska partyzantka (i partia polityczna) Sandinistowski Front Wyzwolenia Narodowego (FSLN), która w 1979 obaliła Somozę i do dziś wywiera znaczący wpływ na politykę kraju pod wodzą Daniela Ortegi. Sandino ogłoszono współcześnie bohaterem narodowym.

## Upamiętnienie
Jego wizerunek był umieszczony na licznych nikaraguańskich monetach obiegowych w tym na:
- monecie o nominale 50 centavo wyemitowanej w 1980 roku[6];
- monecie o nominale 5 córdob wyemitowanej w 1980 roku[7];
- monecie o nominale 1 córdoby bitej w 1980 i 1983 roku[8];
- monecie o nominale 5 centavo wyemitowanej w 1981 roku[9];
- monecie o nominale 10 centavo wyemitowanej w 1981 roku[10];
- monecie o nominale 25 centavo bitej w 1981 i 1985 roku[11];
- monecie o nominale 50 centavo bitej w 1983 i 1985 roku[12];
- monecie o nominale 5 córdob wyemitowanej w 1984 roku[13];
- monecie o nominale 1 córdoby bitej w 1984 i 1985 roku[14].